# روبرت شابيرو
روبرت شابيرو (بالإنجليزية: Robert Shapiro)‏ هو كيميائي وأستاذ جامعي وعالم كيمياء حيوية أمريكي، ولد في 28 نوفمبر 1935 في نيويورك في الولايات المتحدة، وتوفي في 15 يونيو 2011.